# Johann Sigmund Hitzelberger

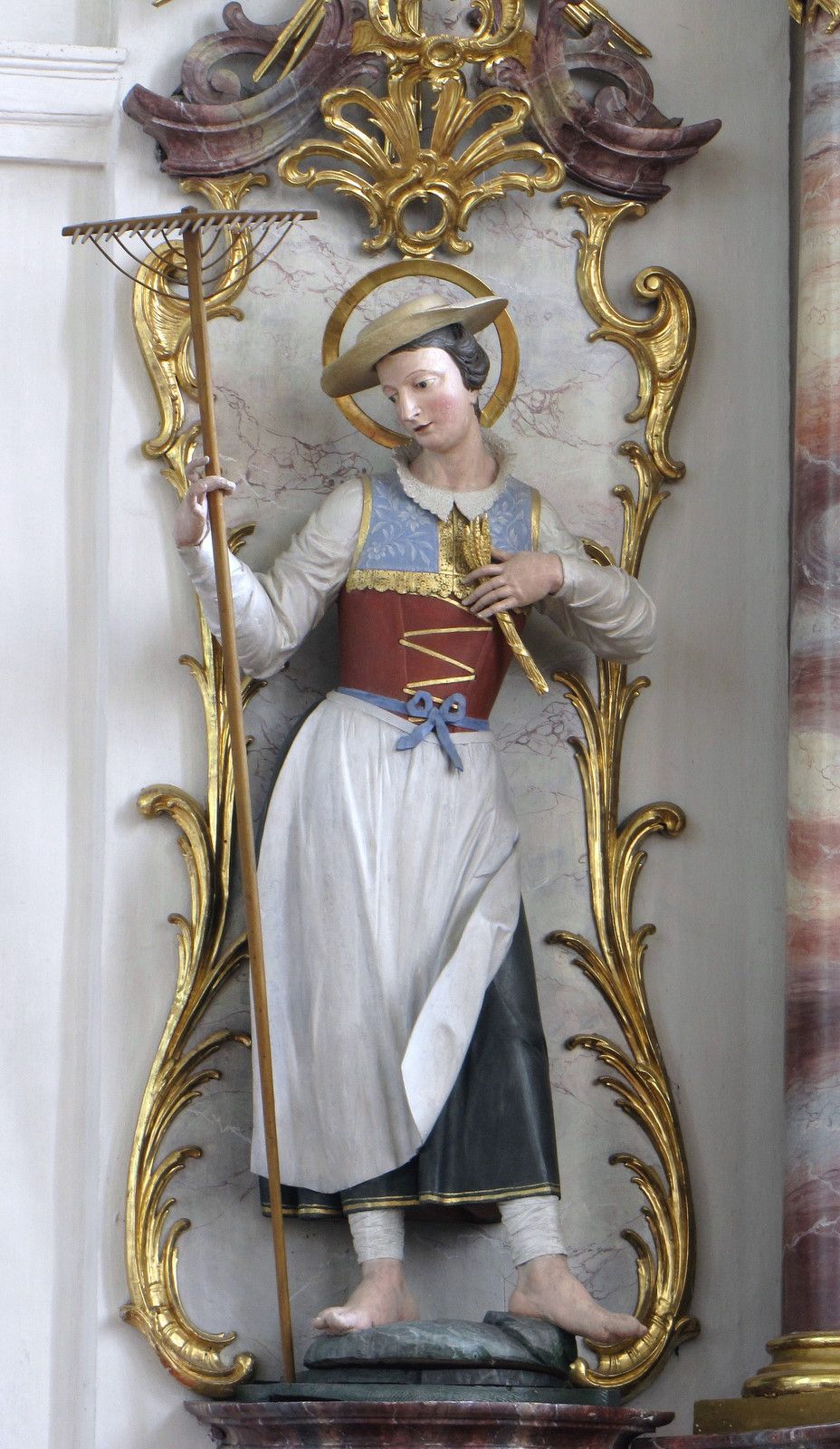
Hl. Notburga im Kloster Heiligkreuz, Kempten

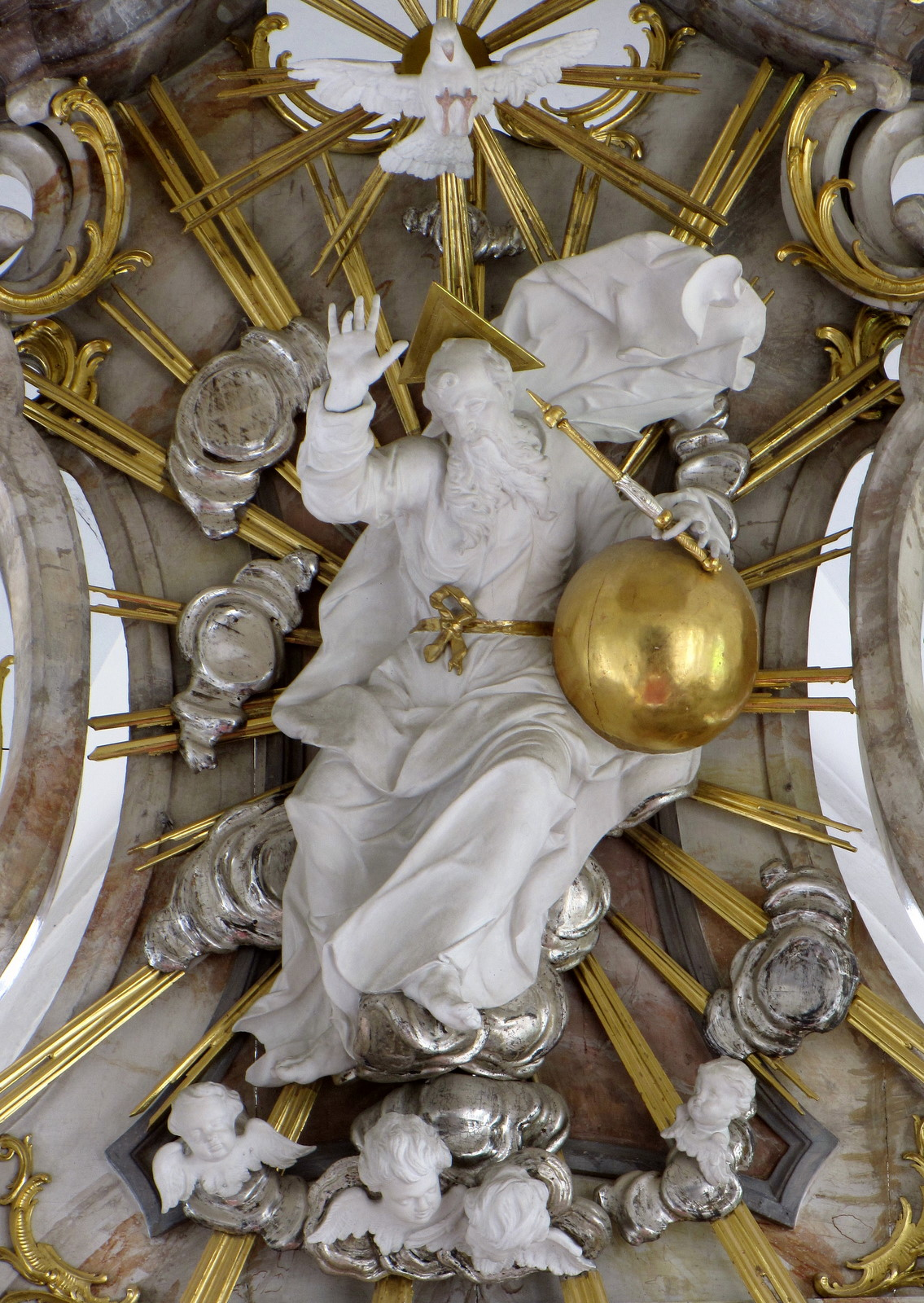
Auszug des Hochaltares in Reicholzried

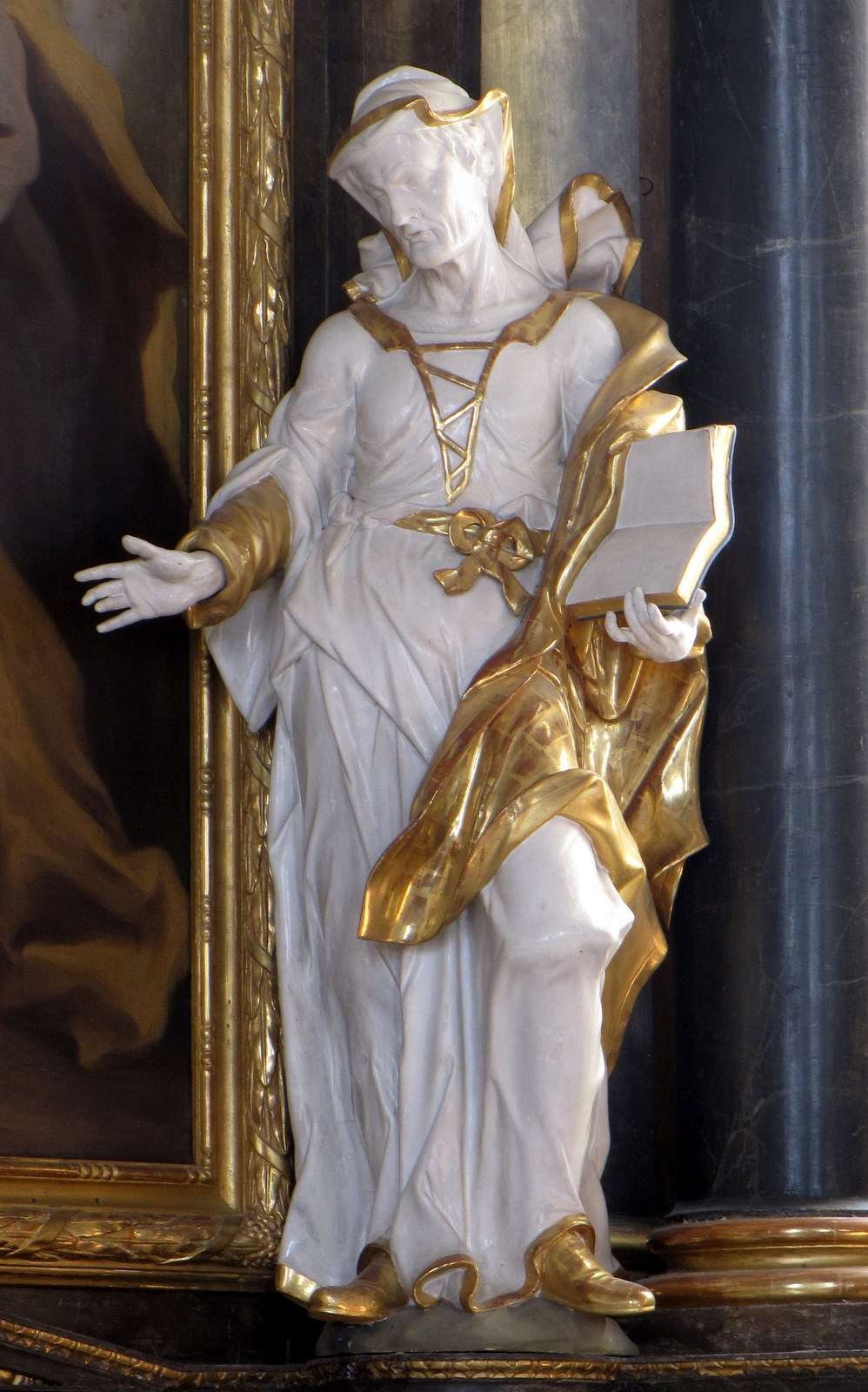
Hl. Anna in der Pfarrkirche Pfronten-Berg

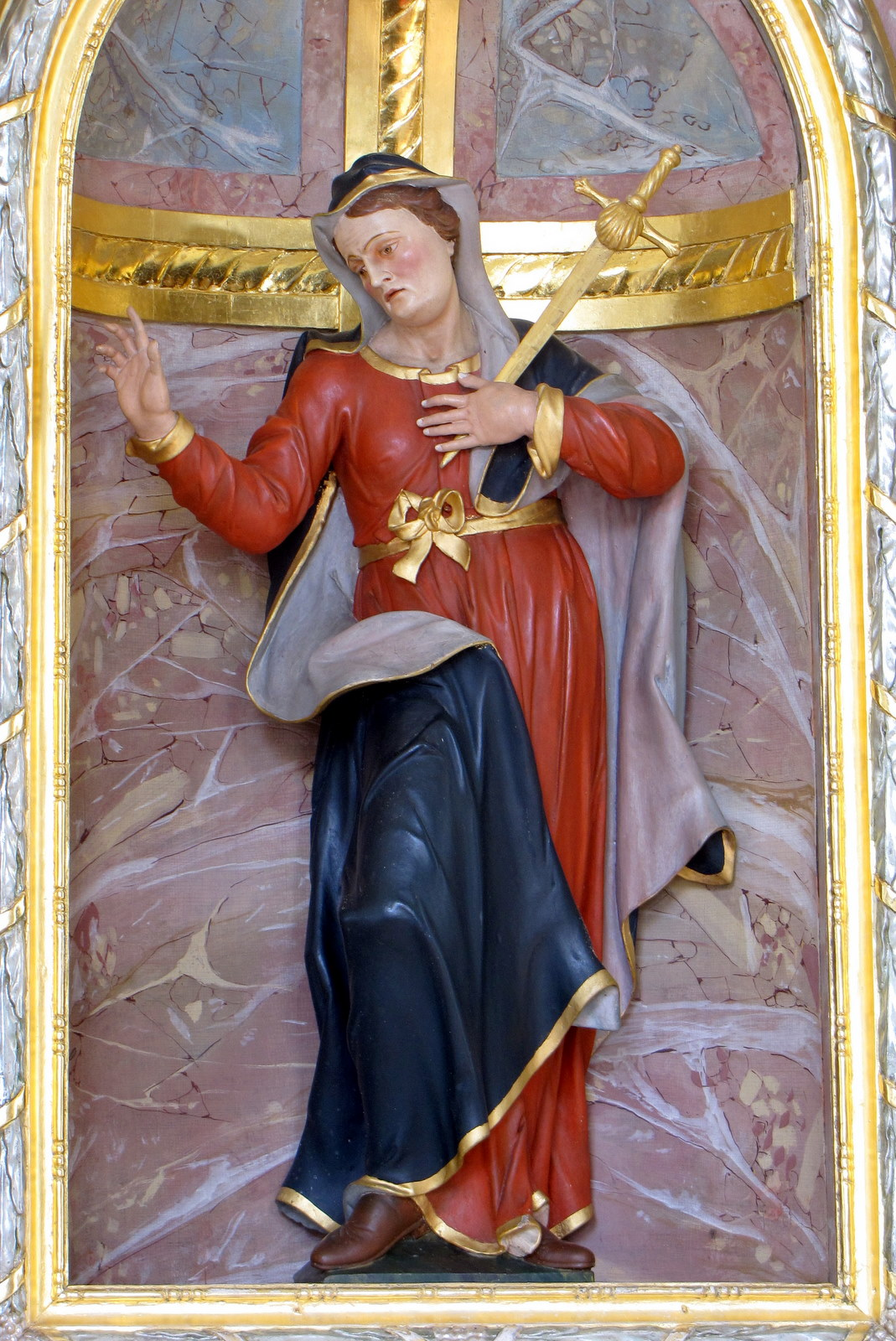
Schmerzhafte Muttergottes in der Kapelle St. Koloman in Pfronten-Ösch

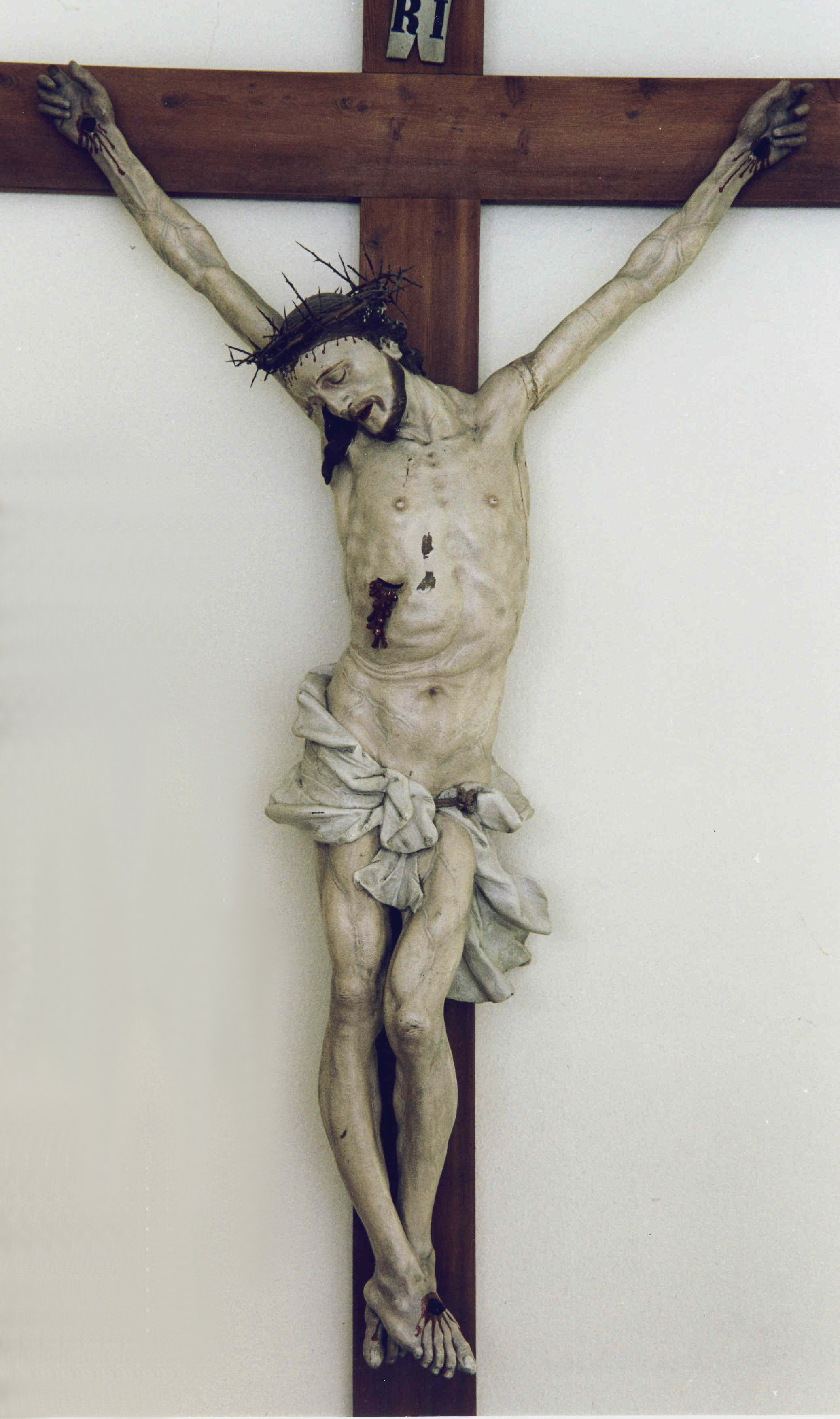
Kruzifix im Kloster Reutte

Johann Sigmund Hitzelberger (* 25. oder 26. September 1745 in Pfronten-Berg; † 17. Juni 1829 in Pfronten-Berg) war ein süddeutscher Bildhauer zwischen Rokoko und Klassizismus. Wie sein Vater, der Bildhauer Maximilian Hitzelberger (1704–1784), versah Johann Sigmund über mehrere Jahrzehnte auch das Mesneramt an der Pfarrkirche in Pfronten.

## Leben
Johann Sigmund war der älteste Sohn des Bildhauers und Mesners Maximilian Hitzelberger und dessen Frau Maria Waibel. Eine ältere Schwester und drei jüngere Brüder – von denen einer früh verstarb – wuchsen zusammen mit Johann Sigmund im Pfronten-Berger Pfarrhof auf. Bei wem Johann Sigmund als Bildhauer ausgebildet wurde, ist nicht überliefert. Wahrscheinlich jedoch hat er seine ganze Lehrzeit beim eigenen Vater absolviert, wohl von 1760 bis 1765, vielleicht auch ein wenig früher. Am eigenen Ort hätte er aber seine Lehrjahre auch bei Peter Heel (1696–1767) oder bei einem der mit ihm verwandten beiden Stapf-Brüder (Mang Anton und Joseph) verbringen können. Dass er sich als Geselle auch in deren Werkstätten umgesehen hat, dürfen wir jedoch als sicher annehmen.
Ab 1769 (Eintritt am 20. Juni) bildete sich Johann Sigmund Hitzelberger an der Akademie in Wien und bei Hofbildhauer Tabotta weiter. Die Dauer des Wienaufenthalts ist nicht bekannt, doch dieser machte aus Johann Sigmund einen „Studierten“ mit entsprechendem Ansehen.
Am 26. April 1773 heiratete Johann Sigmund die Maria Theresia Suiter aus Pfronten-Dorf. Aus der Ehe gingen elf Kinder hervor, von denen freilich fünf schon früh starben. Gut zehn Jahre lang, bis zum Tod des Vaters im Jahr 1784, werden der Sohn Johann Sigmund und der Vater Maximilian das Mesneramt und die Bildhauerei wohl gemeinsam betrieben haben.
Hochbetagt starb Johann Sigmund Hitzelberger am 17. Juni 1829 in seinem Heimatort Pfronten.

## Werk
Bei der Beurteilung seiner Leistungen als Bildhauer ist zu berücksichtigen, dass Johann Sigmund Hitzelbergers Lehrzeit noch ins voll erblühte Rokoko fällt, während seine Hauptschaffensjahre bereits dem Klassizismus angehören. Wie viele andere zeitgenössische Kunsthandwerker, so schaffte auch Hitzelberger die Umstellung nicht problemlos. Denn seine späten Arbeiten zeigen immer noch barocke Anklänge. Wenn sein Ururenkel Hans Hitzelberger feststellte, „der Max habe rassiger gearbeitet als der Sigmund“, dann ist dies auch unter diesem Aspekt zu sehen. Eindeutig zu erkennen ist die Abhängigkeit einiger Hitzelberger-Figuren von früheren Vorbildern, die Peter Heel schuf.
Im Gegensatz zu seinem Vater beherrschte Johann Sigmund Hitzelberger auch die Kunst des Stuckierens, nicht jedoch die Bearbeitung von Stein. Aufträge erhielt er vor allem aus der heimatlichen Umgebung und dem benachbarten Außerfern, aber auch – als „Ausländer“ – aus dem Fürststift Kempten. Ob er Altäre entwerfen und diese selbst in seiner Werkstatt herstellen konnte, ist nicht bekannt. Insgesamt wissen wir leider noch viel zu wenig über sein Lebenswerk.

## Werkverzeichnis
Aus der Werkstatt der Hitzelberger gibt es eine große Zahl von oftmals sehr bemerkenswerten Kruzifixen (zum Teil in Privatbesitz), wobei die Unterscheidung der Hände von Vater und Sohn oft nicht eindeutig möglich ist. Dem Sohn zugeschrieben werden mehrere Kruzifixe in Pfronten und Füssen, einzelne in Grän/Tirol, Lengenwang und Reutte/Tirol – um nur die wichtigsten Standorte zu nennen.
Wenn nichts anderes vermerkt ist, handelt es sich bei den aufgeführten Arbeiten um Zuschreibungen.
- um 1766: Steeg-Lechleiten/Tirol, Kapelle: 2 Altarfiguren
- um 1768: Osterbuch, Pfarrkirche St. Michael: 2 Hochaltarfiguren
- 1768/69: Füssen, Franziskanerklosterkirche St. Stephan: Skulpturen an den Seitenaltären
- um 1770/76: Grän/Tirol, Pfarrkirche zum hl. Wendelin: Hl. Wendelin, Kerkerchristus
- um 1770/80: Kempten-Heiligkreuz, Pfarr- und Wallfahrtskirche Heiligkreuz: Figuren des hl. Isidor und der hl. Notburga am Chorbogen
- um 1773: Wiggensbach, Pfarrkirche St. Pankratius: Hochaltarplastik
- 1779/80: Pfronten-Berg, Pfarrkirche St. Nikolaus: Hochaltarplastik (archivalisch belegt)
- 1781: Pfronten-Steinach, Filialkirche St. Michael: Rocaillestuck (signiert!)
- 1783: Reicholzried, Pfarrkirche St. Georg und Florian: fast die gesamte Figurenausstattung
- 1783: Eisenberg-Speiden, Wallfahrtskirche Maria Hilf: Stuckierung (Entwurf und Mitarbeit, archivalisch belegt)
- 1798: Pfronten-Oesch, Kapelle St. Coloman: Seitenaltatplastik (Schmerzhafte Muttergottes signiert und datiert)
- um 1800: Pfronten-Berg, Pfarrkirche St. Nikolaus: Seitenaltäre und Beichtstühle
- um 1805: Breitenwang/Tirol, Kapelle zum hl. Koloman auf der Lähn: 2 Figuren
- 1816: Pfronten-Ried, ehem. Schulhaus. 4 Kruzifixe (archivalisch belegt)